# Hans Färber (Philologe)
Hans Färber (* 2. Juni 1908; † 1986) war ein deutscher Gymnasiallehrer (Altphilologe) und Übersetzer lateinischer Texte.
Färber studierte Klassische Philologie an der Universität München und wurde 1936 bei Rudolf Pfeiffer mit einer Arbeit über Die Lyrik in der Kunsttheorie der Antike promoviert. Er war Lehrer am Wittelsbacher-Gymnasium in München und dort von 1954 bis zu seinem Ruhestand 1971 Direktor.
Von ihm stammen Ausgaben des Musaios, Cornelius Nepos und Horaz in der Sammlung Tusculum sowie ein Abriss der griechischen Dialektgrammatik und Metrik.

## Schriften
- Die Lyrik in der Kunsttheorie der Antike. Filser, München 1936.
- Solons Gestalt und Werk: nach Aristoteles Verfassung der Athener. Buchner, Bamberg 1941.
- Abriß der Homerischen Grammatik für Gymnasien. Kösel, München 1953.
- mit Hans Lindemann: Griechische Grammatik, Teil II: Satzlehre (von Hans Lindemann), Dialektgrammatik und Metrik (von Hans Färber), Bayerischer Schulbuch-Verlag, München 1957, unveränderte 2. und 3. Auflagen beim Universitätsverlag Winter, Heidelberg (2003 und 2010).
- Lateinische Stilkunde. Oldenbourg, München 1959.
- (Hrsg.): Moderner Unterricht an der Höheren Schule. Festschrift des Wittelsbacher Gymnasiums in München. Bayerischer Schulbuch-Verlag, München 1959.

Übersetzungen
- Hero und Leander: Musaios und die weiteren antiken Zeugnisse (Sammlung Tusculum). Heimeran, München 1961.
- Cornelius Nepos: Kurzbiographien und Fragmente. Lateinisch und Deutsch (Sammlung Tusculum). Heimeran, München 1952.
- Horaz, Sämtliche Werke, Lateinisch und deutsch, 2 Teile in einem Band, Teil I: nach Kayser, Nordenflycht und Burger herausgegeben von Hans Färber, Teil II: mit Wilhelm Schöne (Sammlung Tusculum). Heimeran, München 1957